# Silveirânia
Silveirânia este un oraș în Minas Gerais (MG), Brazilia.